# Europamästerskapet i basket för herrar 1951
Europamästerskapet i basket för herrar 1951 spelades i Vélodrome d'Hiver i Paris, Frankrike, och var den sjunde EM-basketturneringen som avgjordes för herrar. Turneringen spelades mellan den 3 och 12 maj 1951 och totalt deltog 18 lag i turneringen där Sovjetunionen blev Europamästare före Tjeckoslovakien och hemmanationen Frankrike, det var Sovjetunionens andra EM-guld.

## Kvalificerade länder
| - Frankrike (som arrangör) - Belgien - Bulgarien - Danmark - Finland - Grekland | - Italien - Luxemburg - Nederländerna - Portugal - Rumänien - Schweiz | - Skottland - Sovjetunionen - Tjeckoslovakien - Turkiet - Västtyskland - Österrike |

## Gruppspelet

### Spelsystem
De 18 lagen som var med i EM spelade i fyra grupper där två grupper med fem lag och två grupper med fyra lag, alla lagen mötte varandra en gång i sin grupp. Därefter gick sen de två bästa lagen i varje grupp vidare till andra gruppspelet där de var indelade i två grupper (Slutspelsgrupp 1 och 2) med fyra lag i varje, medan lag tre och fyra spelade i två grupper (Placeringsgrupp 1 och 2) med fyra lag i varje tillsammans med Danmark, som besegrade Luxemburg med 46-45 i en match om vilket lag som skulle få spela vidare. Rumänien skulle egentligen ha deltagit men drog sig ur turneringen redan före första gruppspelet, så deras motståndare vann matcherna med 2-0 efter walk over. När andra gruppspelet var klart spelade de två bäst placerade lagen från slutspelsgrupp 1 respektive 2 semifinal, medan treorna och fyrorna om plats fem till åtta. De två bästa lagen i placeringsgrupp 1 och 2 spelade om plats nio till tolv medan treorna och fyrorna spelade om plats 13 till 16. Seger i en match gav två poäng och förlust gav en poäng.

## Första gruppspelet
|  | Laget till spel om plats 1-8                  |
|  | Laget till spel om plats 9-16                 |
|  | Laget spelade om en plats i andra gruppspelet |
|  | Laget var kvalificerat, men deltog inte       |

### Grupp A
| Nr | Lag           | S | V | O | F | PF  | PM  | PS   | P |
| -- | ------------- | - | - | - | - | --- | --- | ---- | - |
| 1  | Italien       | 4 | 3 | 0 | 1 | 233 | 132 | +101 | 7 |
| 2  | Frankrike     | 4 | 3 | 0 | 1 | 232 | 146 | +86  | 7 |
| 3  | Nederländerna | 4 | 3 | 0 | 1 | 172 | 177 | −5   | 7 |
| 4  | Schweiz       | 4 | 1 | 0 | 3 | 180 | 214 | −34  | 5 |
| 5  | Luxemburg     | 4 | 0 | 0 | 4 | 114 | 262 | −148 | 4 |

Inbördes möten avgör placering när tre lag hamnar på samma poäng. Frankrike besegrade Italien med 49-37 (+12 poäng), Nederländerna besegrade Frankrike med 50-48 (+2 poäng) och Italien besegrade Nederländerna med 53-28 (+25 poäng), vilket gjorde att Italien fick +13, Frankrike +10 och Nederländerna -23 i inbördes möten.
| Torsdag 3 maj 1951 kl 20:00 (CET) | Schweiz | 44 – 48 (19-29) rapport | Nederländerna | Paris |
| Torsdag 3 maj 1951 kl 20:00 (CET) |         |                         |               | Paris |

| Torsdag 3 maj 1951 kl 21:30 (CET) | Frankrike | 49 – 37 (20-16) rapport | Italien | Paris |
| Torsdag 3 maj 1951 kl 21:30 (CET) |           |                         |         | Paris |

| Fredag 4 maj 1951 kl 14:00 (CET) | Italien | 53 – 28 (25-16) rapport | Nederländerna | Paris |
| Fredag 4 maj 1951 kl 14:00 (CET) |         |                         |               | Paris |

| Fredag 4 maj 1951 kl 15:30 (CET) | Frankrike | 72 – 26 (32-14) rapport | Luxemburg | Paris |
| Fredag 4 maj 1951 kl 15:30 (CET) |           |                         |           | Paris |

| Lördag 5 maj 1951 kl 10:15 (CET) | Luxemburg | 32 – 46 (11-21) rapport | Nederländerna | Paris |
| Lördag 5 maj 1951 kl 10:15 (CET) |           |                         |               | Paris |

| Lördag 5 maj 1951 kl 20:00 (CET) | Italien | 67 – 35 (34-19) rapport | Schweiz | Paris |
| Lördag 5 maj 1951 kl 20:00 (CET) |         |                         |         | Paris |

| Söndag 6 maj 1951 kl 16:30 (CET) | Nederländerna | 50 – 48 (19-24) rapport | Frankrike | Paris |
| Söndag 6 maj 1951 kl 16:30 (CET) |               |                         |           | Paris |

| Söndag 6 maj 1951 kl 20:00 (CET) | Luxemburg | 36 – 68 (18-31) rapport | Schweiz | Paris |
| Söndag 6 maj 1951 kl 20:00 (CET) |           |                         |         | Paris |

| Måndag 7 maj 1951 kl 10:30 (CET) | Luxemburg | 20 – 76 (9-36) rapport | Italien | Paris |
| Måndag 7 maj 1951 kl 10:30 (CET) |           |                        |         | Paris |

| Måndag 7 maj 1951 kl 21:30 (CET) | Frankrike | 63 – 33 (29-14) rapport | Schweiz | Paris |
| Måndag 7 maj 1951 kl 21:30 (CET) |           |                         |         | Paris |

### Grupp B
| Nr | Lag           | S | V | O | F | PF  | PM  | PS   | P |
| -- | ------------- | - | - | - | - | --- | --- | ---- | - |
| 1  | Sovjetunionen | 4 | 4 | 0 | 0 | 312 | 117 | +195 | 8 |
| 2  | Turkiet       | 4 | 3 | 0 | 1 | 227 | 154 | +73  | 7 |
| 3  | Finland       | 4 | 2 | 0 | 2 | 175 | 180 | −5   | 6 |
| 4  | Österrike     | 4 | 1 | 0 | 3 | 112 | 200 | −88  | 5 |
| 5  | Danmark       | 4 | 0 | 0 | 4 | 94  | 269 | −175 | 4 |

| Torsdag 3 maj 1951 kl 15:00 (CET) | Österrike | 27 – 53 (8-25) rapport | Finland | Paris |
| Torsdag 3 maj 1951 kl 15:00 (CET) |           |                        |         | Paris |

| Torsdag 3 maj 1951 kl 16:30 (CET) | Danmark | 13 – 109 (6-45) rapport | Sovjet | Paris |
| Torsdag 3 maj 1951 kl 16:30 (CET) |         |                         |        | Paris |

| Fredag 4 maj 1951 kl 09:00 (CET) | Österrike | 18 – 50 (7-32) rapport | Turkiet | Paris |
| Fredag 4 maj 1951 kl 09:00 (CET) |           |                        |         | Paris |

| Fredag 4 maj 1951 kl 20:00 (CET) | Finland | 36 – 74 (17-32) rapport | Sovjet | Paris |
| Fredag 4 maj 1951 kl 20:00 (CET) |         |                         |        | Paris |

| Lördag 5 maj 1951 kl 14:00 (CET) | Finland | 44 – 19 (21-7) rapport | Danmark | Paris |
| Lördag 5 maj 1951 kl 14:00 (CET) |         |                        |         | Paris |

| Lördag 5 maj 1951 kl 15:30 (CET) | Sovjet | 58 – 34 (32-13) rapport | Turkiet | Paris |
| Lördag 5 maj 1951 kl 15:30 (CET) |        |                         |         | Paris |

| Söndag 6 maj 1951 kl 09:00 (CET) | Sovjet | 71 – 34 (42-17) rapport | Österrike | Paris |
| Söndag 6 maj 1951 kl 09:00 (CET) |        |                         |           | Paris |

| Söndag 6 maj 1951 kl 10:30 (CET) | Turkiet | 83 – 36 (41-18) rapport | Danmark | Paris |
| Söndag 6 maj 1951 kl 10:30 (CET) |         |                         |         | Paris |

| Måndag 7 maj 1951 kl 09:00 (CET) | Danmark | 26 – 33 (10-18) rapport | Österrike | Paris |
| Måndag 7 maj 1951 kl 09:00 (CET) |         |                         |           | Paris |

| Måndag 7 maj 1951 kl 20:00 (CET) | Turkiet | 60 – 42 (32-12) rapport | Finland | Paris |
| Måndag 7 maj 1951 kl 20:00 (CET) |         |                         |         | Paris |

### Grupp C
| Nr | Lag       | S | V | O | F | PF  | PM  | PS  | P |
| -- | --------- | - | - | - | - | --- | --- | --- | - |
| 1  | Bulgarien | 3 | 3 | 0 | 0 | 147 | 70  | +77 | 6 |
| 2  | Grekland  | 3 | 2 | 0 | 1 | 121 | 103 | +18 | 5 |
| 3  | Portugal  | 3 | 1 | 0 | 2 | 69  | 158 | −89 | 4 |
| 4  | Rumänien  | 3 | 0 | 0 | 3 | 0   | 6   | −6  | 0 |

| Söndag 4 maj 1951 kl 00:00 (CET) | Bulgarien | 2 – 0 (w.o.) | Rumänien | Paris |
| Söndag 4 maj 1951 kl 00:00 (CET) |           |              |          | Paris |

| Söndag 4 maj 1951 kl 21:30 (CET) | Portugal | 35 – 81 (15-38) rapport | Grekland | Paris |
| Söndag 4 maj 1951 kl 21:30 (CET) |          |                         |          | Paris |

| Söndag 6 maj 1951 kl 00:00 (CET) | Portugal | 2 – 0 (w.o.) | Rumänien | Paris |
| Söndag 6 maj 1951 kl 00:00 (CET) |          |              |          | Paris |

| Söndag 6 maj 1951 kl 21:30 (CET) | Grekland | 38 – 68 (16-19) rapport | Bulgarien | Paris |
| Söndag 6 maj 1951 kl 21:30 (CET) |          |                         |           | Paris |

| Söndag 7 maj 1951 kl 00:00 (CET) | Grekland | 2 – 0 (w.o.) | Rumänien | Paris |
| Söndag 7 maj 1951 kl 00:00 (CET) |          |              |          | Paris |

| Söndag 7 maj 1951 kl 16:30 (CET) | Bulgarien | 77 – 32 (34-13) rapport | Portugal | Paris |
| Söndag 7 maj 1951 kl 16:30 (CET) |           |                         |          | Paris |

### Grupp D
| Nr | Lag             | S | V | O | F | PF  | PM  | PS   | P |
| -- | --------------- | - | - | - | - | --- | --- | ---- | - |
| 1  | Belgien         | 3 | 3 | 0 | 0 | 208 | 81  | +127 | 6 |
| 2  | Tjeckoslovakien | 3 | 2 | 0 | 1 | 203 | 99  | +104 | 5 |
| 3  | Västtyskland    | 3 | 1 | 0 | 2 | 117 | 157 | −40  | 4 |
| 4  | Skottland       | 3 | 0 | 0 | 3 | 68  | 259 | −191 | 3 |

| Söndag 4 maj 1951 kl 10:30 (CET) | Västtyskland | 18 – 70 (6-35) rapport | Belgien | Paris |
| Söndag 4 maj 1951 kl 10:30 (CET) |              |                        |         | Paris |

| Söndag 4 maj 1951 kl 12:00 (CET) | Skottland | 18 – 103 (8-60) rapport | Tjeckoslovakien | Paris |
| Söndag 4 maj 1951 kl 12:00 (CET) |           |                         |                 | Paris |

| Söndag 5 maj 1951 kl 21:30 (CET) | Tjeckoslovakien | 38 – 51 (23-19) rapport | Belgien | Paris |
| Söndag 5 maj 1951 kl 21:30 (CET) |                 |                         |         | Paris |

| Söndag 6 maj 1951 kl 13:30 (CET) | Tjeckoslovakien | 62 – 30 (24-9) rapport | Västtyskland | Paris |
| Söndag 6 maj 1951 kl 13:30 (CET) |                 |                        |              | Paris |

| Söndag 6 maj 1951 kl 16:00 (CET) | Belgien | 87 – 25 (38-10) rapport | Skottland | Paris |
| Söndag 6 maj 1951 kl 16:00 (CET) |         |                         |           | Paris |

| Söndag 7 maj 1951 kl 15:00 (CET) | Skottland | 25 – 69 (11-36) rapport | Västtyskland | Paris |
| Söndag 7 maj 1951 kl 15:00 (CET) |           |                         |              | Paris |

## Andra gruppspelet
|  | Laget till semifinal         |
|  | Laget spelade om plats 5-8   |
|  | Laget spelade om plats 9-12  |
|  | Laget spelade om plats 13-16 |

### Slutspelsgrupp 1
| Plats | Nation          | Spelade | Vinster | Förluster | Mål       | Målskillnad | Poäng |
| ----- | --------------- | ------- | ------- | --------- | --------- | ----------- | ----- |
| 1     | Sovjet          | 3       | 3       | 0         | 177 – 121 | +56         | 6     |
| 2     | Tjeckoslovakien | 3       | 2       | 1         | 157 – 127 | +30         | 5     |
| 3     | Italien         | 3       | 1       | 2         | 140 – 177 | -37         | 4     |
| 4     | Grekland        | 3       | 0       | 3         | 133 – 182 | -49         | 3     |

| Tisdag 8 maj 1951 kl 15:20 (CET) | Grekland | 51 – 64 (27-32) rapport | Italien | Paris |
| Tisdag 8 maj 1951 kl 15:20 (CET) |          |                         |         | Paris |

| Tisdag 8 maj 1951 kl 16:40 (CET) | Tjeckoslovakien | 37 – 53 (26-25) rapport | Sovjet | Paris |
| Tisdag 8 maj 1951 kl 16:40 (CET) |                 |                         |        | Paris |

| Onsdag 9 maj 1951 kl 20:50 (CET) | Grekland | 42 – 64 (32-37) rapport | Sovjet | Paris |
| Onsdag 9 maj 1951 kl 20:50 (CET) |          |                         |        | Paris |

| Onsdag 9 maj 1951 kl 22:10 (CET) | Italien | 34 – 66 (12-32) rapport | Tjeckoslovakien | Paris |
| Onsdag 9 maj 1951 kl 22:10 (CET) |         |                         |                 | Paris |

| Torsdag 10 maj 1951 kl 15:20 (CET) | Grekland | 40 – 54 (17-20) (Förlängning: 2-16) rapport | Tjeckoslovakien | Paris |
| Torsdag 10 maj 1951 kl 15:20 (CET) |          |                                             |                 | Paris |

| Torsdag 10 maj 1951 kl 22:10 (CET) | Sovjet | 60 – 42 (35-25) rapport | Italien | Paris |
| Torsdag 10 maj 1951 kl 22:10 (CET) |        |                         |         | Paris |

### Slutspelsgrupp 2
| Plats | Nation    | Spelade | Vinster | Förluster | Mål       | Målskillnad | Poäng |
| --- | --------- | ------- | ------- | --------- | --------- | ----------- | ----- |
| 1 | Frankrike | 3       | 2       | 1         | 149 – 140 | +9          | 5     |
| 2 | Bulgarien | 3       | 2       | 1         | 152 – 142 | +10         | 5     |
| 3 | Turkiet   | 3       | 2       | 1         | 125 – 124 | +1          | 5     |
| 4 | Belgien   | 3       | 0       | 3         | 122 – 142 | -20         | 3     |
| Inbördes möten avgör placering när tre lag hamnar på samma poäng Bulgarien besegrade Turkiet med 52-45 (+7 poäng), Turkiet besegrade Frankrike med 42-40 (+2 poäng) och Frankrike besegrade Bulgarien med 56-49 (+7 poäng), vilket gjorde att Frankrike fick +5, Bulgarien ±0 och Turkiet -5 i inbördes möten |           |         |         |           |           |             |       |

| Tisdag 8 maj 1951 kl 20:50 (CET) | Bulgarien | 52 – 45 (36-24) rapport | Turkiet | Paris |
| Tisdag 8 maj 1951 kl 20:50 (CET) |           |                         |         | Paris |

| Tisdag 8 maj 1951 kl 22:10 (CET) | Frankrike | 53 – 49 (26-34) rapport | Belgien | Paris |
| Tisdag 8 maj 1951 kl 22:10 (CET) |           |                         |         | Paris |

| Onsdag 9 maj 1951 kl 15:20 (CET) | Belgien | 41 – 51 (14-26) rapport | Bulgarien | Paris |
| Onsdag 9 maj 1951 kl 15:20 (CET) |         |                         |           | Paris |

| Onsdag 9 maj 1951 kl 16:40 (CET) | Frankrike | 40 – 42 (17-22) (Förlängning: 2-4) rapport | Turkiet | Paris |
| Onsdag 9 maj 1951 kl 16:40 (CET) |           |                                            |         | Paris |

| Torsdag 10 maj 1951 kl 16:40 (CET) | Turkiet | 38 – 32 (18-18) rapport | Belgien | Paris |
| Torsdag 10 maj 1951 kl 16:40 (CET) |         |                         |         | Paris |

| Torsdag 10 maj 1951 kl 20:50 (CET) | Frankrike | 56 – 49 (26-24) rapport | Bulgarien | Paris |
| Torsdag 10 maj 1951 kl 20:50 (CET) |           |                         |           | Paris |

### Placeringsgrupp 1
| Plats | Nation        | Spelade | Vinster | Förluster | Mål       | Målskillnad | Poäng |
| ----- | ------------- | ------- | ------- | --------- | --------- | ----------- | ----- |
| 1     | Finland       | 3       | 3       | 0         | 201 – 119 | +82         | 6     |
| 2     | Nederländerna | 3       | 2       | 1         | 162 – 111 | +51         | 5     |
| 3     | Danmark       | 3       | 1       | 2         | 99 – 158  | -59         | 4     |
| 4     | Skottland     | 3       | 0       | 3         | 101 – 175 | -74         | 3     |

| Tisdag 8 maj 1951 kl 09:00 (CET) | Skottland | 32 – 73 (13-34) rapport | Finland | Paris |
| Tisdag 8 maj 1951 kl 09:00 (CET) |           |                         |         | Paris |

| Tisdag 8 maj 1951 kl 19:30 (CET) | Danmark | 17 – 55 (6-28) rapport | Nederländerna | Paris |
| Tisdag 8 maj 1951 kl 19:30 (CET) |         |                        |               | Paris |

| Onsdag 9 maj 1951 kl 09:00 (CET) | Nederländerna | 55 – 28 (34-13) rapport | Skottland | Paris |
| Onsdag 9 maj 1951 kl 09:00 (CET) |               |                         |           | Paris |

| Onsdag 9 maj 1951 kl 10:30 (CET) | Danmark | 35 – 62 (15-33) rapport | Finland | Paris |
| Onsdag 9 maj 1951 kl 10:30 (CET) |         |                         |         | Paris |

| Torsdag 10 maj 1951 kl 09:00 (CET) | Danmark | 47 – 41 (28-18) rapport | Skottland | Paris |
| Torsdag 10 maj 1951 kl 09:00 (CET) |         |                         |           | Paris |

| Torsdag 10 maj 1951 kl 14:00 (CET) | Finland | 66 – 52 (40-31) rapport | Nederländerna | Paris |
| Torsdag 10 maj 1951 kl 14:00 (CET) |         |                         |               | Paris |

### Placeringsgrupp 2
| Plats | Nation       | Spelade | Vinster | Förluster | Mål       | Målskillnad | Poäng |
| --- | ------------ | ------- | ------- | --------- | --------- | ----------- | ----- |
| 1 | Österrike    | 3       | 3       | 0         | 118 – 102 | +16         | 6     |
| 2 | Västtyskland | 3       | 1       | 2         | 132 – 129 | +3          | 4     |
| 3 | Schweiz      | 3       | 1       | 2         | 134 – 136 | -2          | 4     |
| 4 | Portugal     | 3       | 1       | 2         | 122 – 139 | -17         | 4     |
| Inbördes möten avgör placering när tre lag hamnar på samma poäng Schweiz besegrade Västtyskland med 51-48 (+3 poäng), Västtyskland besegrade Portugal med 47-39 (+8 poäng), Portugal besegrade Schweiz med 52-49 (+3 poäng), vilket gjorde att Västtyskland fick +5, Schweiz ±0 och Portugal -5 i inbördes möten |              |         |         |           |           |             |       |

| Tisdag 8 maj 1951 kl 09:00 (CET) | Portugal | 31 – 43 (14-26) rapport | Österrike | Paris |
| Tisdag 8 maj 1951 kl 09:00 (CET) |          |                         |           | Paris |

| Tisdag 8 maj 1951 kl 14:00 (CET) | Schweiz | 51 – 48 (28-25) (Förlängning: 7-4) rapport | Västtyskland | Paris |
| Tisdag 8 maj 1951 kl 14:00 (CET) |         |                                            |              | Paris |

| Onsdag 9 maj 1951 kl 14:00 (CET) | Schweiz | 34 – 36 (20-17) rapport | Österrike | Paris |
| Onsdag 9 maj 1951 kl 14:00 (CET) |         |                         |           | Paris |

| Onsdag 9 maj 1951 kl 19:30 (CET) | Västtyskland | 47 – 39 (31-20) rapport | Portugal | Paris |
| Onsdag 9 maj 1951 kl 19:30 (CET) |              |                         |          | Paris |

| Torsdag 10 maj 1951 kl 10:30 (CET) | Schweiz | 49 – 52 (31-28) rapport | Portugal | Paris |
| Torsdag 10 maj 1951 kl 10:30 (CET) |         |                         |          | Paris |

| Torsdag 10 maj 1951 kl 19:30 (CET) | Österrike | 39 – 37 (10-14) (Förlängning: 5-3) rapport | Västtyskland | Paris |
| Torsdag 10 maj 1951 kl 19:30 (CET) |           |                                            |              | Paris |

## Placeringsmatcher
13:e - 16:e plats
| Fredag 11 maj 1951 kl 09:00 (CET) | Danmark | 46 – 39 (24-18) rapport | Portugal | Paris |
| Fredag 11 maj 1951 kl 09:00 (CET) |         |                         |          | Paris |

| Fredag 11 maj 1951 kl 19:20 (CET) | Schweiz | 68 – 19 (39-14) rapport | Skottland | Paris |
| Fredag 11 maj 1951 kl 19:20 (CET) |         |                         |           | Paris |

Match om 15:e plats
| Lördag 12 maj 1951 kl 09:00 (CET) | Portugal | 49 – 42 (27-24) rapport | Skottland | Paris |
| Lördag 12 maj 1951 kl 09:00 (CET) |          |                         |           | Paris |

Match om 13:e plats
| Lördag 12 maj 1951 kl 10:30 (CET) | Danmark | 22 – 54 (11-24) rapport | Schweiz | Paris |
| Lördag 12 maj 1951 kl 10:30 (CET) |         |                         |         | Paris |

9:e - 12:e plats
| Fredag 11 maj 1951 kl 10:30 (CET) | Finland | 67 – 56 (31-27) rapport | Västtyskland | Paris |
| Fredag 11 maj 1951 kl 10:30 (CET) |         |                         |              | Paris |

| Fredag 11 maj 1951 kl 14:00 (CET) | Österrike | 28 – 44 (13-22) rapport | Nederländerna | Paris |
| Fredag 11 maj 1951 kl 14:00 (CET) |           |                         |               | Paris |

Match om 11:e plats
| Lördag 12 maj 1951 kl 14:00 (CET) | Västtyskland | 49 – 51 (24-27) (Förlängning: 4-6) rapport | Österrike | Paris |
| Lördag 12 maj 1951 kl 14:00 (CET) |              |                                            |           | Paris |

Match om 9:e plats
| Lördag 12 maj 1951 kl 11:40 (CET) | Finland | 57 – 52 (27-25) rapport | Nederländerna | Paris |
| Lördag 12 maj 1951 kl 11:40 (CET) |         |                         |               | Paris |

5:e - 8:e plats
| Fredag 11 maj 1951 kl 15:20 (CET) | Italien | 48 – 36 (30-15) rapport | Belgien | Paris |
| Fredag 11 maj 1951 kl 15:20 (CET) |         |                         |         | Paris |

| Fredag 11 maj 1951 kl 16:40 (CET) | Turkiet | 42 – 36 (20-18) rapport | Grekland | Paris |
| Fredag 11 maj 1951 kl 16:40 (CET) |         |                         |          | Paris |

Match om 7:e plats
| Lördag 12 maj 1951 kl 15:20 (CET) | Belgien | 39 – 28 (24-9) rapport | Grekland | Paris |
| Lördag 12 maj 1951 kl 15:20 (CET) |         |                        |          | Paris |

Match om 5:e plats
| Lördag 12 maj 1951 kl 16:40 (CET) | Italien | 43 – 38 (26-18) rapport | Turkiet | Paris |
| Lördag 12 maj 1951 kl 16:40 (CET) |         |                         |         | Paris |

### Semifinaler
| Fredag 11 maj 1951 kl 20:40 (CET) | Frankrike | 50 – 59 (22-34) rapport | Tjeckoslovakien | Paris |
| Fredag 11 maj 1951 kl 20:40 (CET) |           |                         |                 | Paris |

| Fredag 11 maj 1951 kl 22:00 (CET) | Sovjet | 72 – 54 (38-20) rapport | Bulgarien | Paris |
| Fredag 11 maj 1951 kl 22:00 (CET) |        |                         |           | Paris |

### Bronsmatch
| Lördag 12 maj 1951 kl 20:15 (CET) | Frankrike | 55 – 52 (26-26) rapport | Bulgarien | Paris |
| Lördag 12 maj 1951 kl 20:15 (CET) |           |                         |           | Paris |

### Final
| Lördag 12 maj 1951 kl 22:00 (CET) | Tjeckoslovakien | 44 – 45 (19-19) rapport | Sovjet | Paris |
| Lördag 12 maj 1951 kl 22:00 (CET) |                 |                         |        | Paris |

| Europamästare: Sovjets andra EM-titel |

## Slutställning
| 1  | Sovjetunionen   |
| 2  | Tjeckoslovakien |
| 3  | Frankrike       |
| 4  | Bulgarien       |
| 5  | Italien         |
| 6  | Turkiet         |
| 7  | Belgien         |
| 8  | Grekland        |
| 9  | Finland         |
| 10 | Nederländerna   |
| 11 | Österrike       |
| 12 | Västtyskland    |
| 13 | Schweiz         |
| 14 | Danmark         |
| 15 | Portugal        |
| 16 | Skottland       |
| 17 | Luxemburg       |
| 18 | Rumänien        |